# حلقه‌جوشی
در شیمی، حلقه‌جوشی (انگلیسی: Annulation) تبدیلی است شامل چسبیدن یا جوش خوردن یک حلقهٔ جدید به یک مولکول از طریق دو پیوند جدید.
حلقه‌جوشی گونه‌ای از واکنش‌های شیمیایی در شیمی آلی است که طی آن یک یا چند حلقه کربن به حقله‌های موجود اضافه می‌شود. واکنش‌های حلقه‌جوشی رابینسون ،حلقه‌جوشی دنهایزر و برخی گونه‌های خاص حلقه‌زایی از این دست واکنش‌ها هستند.